# كريس بومان
كريس بومان (بالإنجليزية: Chris Bauman)‏ هو لاعب كرة قدم كندية أمريكي، ولد في 5 سبتمبر 1984 في براندون في كندا.